# Operacja Highjump

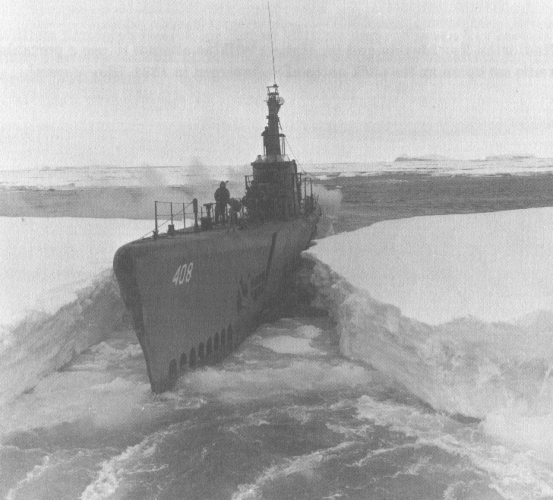
USS „Sennet” (SS-408) biorący udział w operacji Highjump

Operacja Highjump (OpHjp), oficjalna nazwa The United States Navy Antarctic Developments Program, 1946-47 – operacja Marynarki Stanów Zjednoczonych zorganizowana przez kontradmirała Richarda E. Byrda w Antarktyce pod dowództwem Richarda Cruzena. Rozpoczęła się 26 sierpnia 1946 i trwała do 1947. W skład sił podbiegunowych wchodziło 4700 ludzi, 13 okrętów i wiele samolotów.
Początkowe założenia operacji zakładały:
- ćwiczenia personelu i sprzętu w strefie podbiegunowej,
- skonsolidowanie i rozszerzenie amerykańskiej zwierzchności nad największym obszarem Antarktydy,
- sporządzenie analizy wykonalności zbudowania i utrzymywania bazy na Antarktydzie i zbadanie potencjalnych miejsc umożliwiających założenie bazy,
- wynalezienie technik stworzenia i utrzymania baz lotniczych na lodzie, z uwzględnieniem późniejszego zastosowania tych technik na terenach Grenlandii (gdzie, jak sądzono, występują podobne warunki fizyczne i klimatyczne jak na Antarktydzie),
- zwiększenie zasobu wiedzy o warunkach hydrograficznych, geograficznych, geologicznych, meteorologicznych i elektromagnetycznych badanych obszarów.

## Przebieg operacji
Zachodnia Grupa Okrętów osiągnęła wyspy Marquesas 12 grudnia 1946, po czym okręty „Henderson” i „Cacapon” zostały ustawione jako stacje monitorujące pogodę. Około 24 grudnia „Currituck” zaczął wypuszczać samoloty na operację rekonesansu.
Wschodnia Grupa Okrętów dotarła do Wyspy Piotra I pod koniec grudnia 1946. 30 grudnia radiooperator Wendell K. Henderson i Fredrick W. Williams oraz marynarz Maxwell A. Lopez zginęli, gdy ich PBM Mariner George 1 rozbił się w zamieci. Pozostałych sześciu członków załogi przeżyło (w tym nawigator James H. Robbins i drugi pilot William Kearns) i zostało uratowanych 13 dni później. W bazie McMurdo odsłonięto tablicę pamiątkową upamiętniającą trzech zabitych członków załogi Marinera, a w grudniu 2004 podjęto wysiłki mające na celu odnalezienie ich ciał.
Grupa Centralna osiągnęła Zatokę Wielorybią (ang. Bay of Whales) 15 stycznia 1947, gdzie wśród lodowców zbudowano tymczasowy pas startowy w bazie zwanej Little America IV. Vance N. Woodall zmarł podczas wypadku przy wyładowywaniu zapasów ze statku po 30 grudnia 1946.
Po zakończeniu operacji Amerykanie wrócili na te tereny w ramach operacji Windmill, twierdząc, że wiele zdjęć lotniczych z operacji Highjump było źle naświetlonych i potrzebne było ponowne ich wykonanie. Finn Ronne także sfinansował prywatną ekspedycję na to samo terytorium przed 1948.
Zmarły lotnik Maxwell A. Lopez został upamiętniony nazwaniem góry Mount Lopez na Wyspie Thurstona.
Ksiądz William Menster, który służył jako kapelan podczas tej ekspedycji, stał się pierwszym kapłanem, który odwiedził ten kontynent. W czasie służby w 1947 roku poświęcił Antarktykę.

## Okręty biorące udział w operacji
Grupa Wschodnia
dowodzona przez komandora George’a J. Dufeka
- transportowiec wodnosamolotów „Pine Island”
- zbiornikowiec „Canisteo”
- niszczyciel „Brownson”

Grupa Zachodnia
dowodzona przez komandora Charlesa A. Bonda
- transportowiec wodnosamolotów „Currituck”
- zbiornikowiec „Cacapon”
- niszczyciel „Henderson”

Grupa Centralna
- okręt łącznościowy „Mount Olympus”
- lodołamacz „Burton Island”
- lodołamacz „Northwind”
- okręt zaopatrzeniowy „Yancey”
- okręt zaopatrzeniowy „Merrick”
- okręt podwodny „Sennet”

Lotniskowiec USS „Philippine Sea” także uczestniczył w operacji, ale nie był przydzielony do konkretnej grupy.

## Kontrowersje
Z Operacją Highjump związana jest dosyć popularna teoria spiskowa. Amerykanie zamiast prowadzić badania, mieli zmierzyć się z pozostałościami III Rzeszy. Niemcy mieli podobno posiadać ukrytą bazę, w której znajdować się miała dosyć pokaźna liczba U-Bootów. Zwolennicy tej teorii podają poniższe argumenty, aby dowieść prawdy tego poglądu:
- czas trwania operacji – operacja Highjump miała trwać kilka miesięcy, a trwała kilka tygodni,
- siły amerykańskie – zbyt duże jak na operację tej rangi,
- działalność niemiecka przed i w czasie wojny w rejonie Nowej Szwabii,
- czas operacji – niecałe dwa lata po wojnie.